# Національний літературно-меморіальний музей Г. С. Сковороди
Національний літературно-меморіальний музей Г. С. Сковороди — музей, присвячений життю та творчості Григорія Сковороди, та меморіальний комплекс пам'яток від XVIII століття в селі Сковородинівка Харківської області. Заснований 1972 року. Має статус обласного комунального закладу, засновником якого є Харківська обласна рада. Музейне зібрання налічує кілька тисяч експонатів. На території комплексу у 18,2 гектарів розміщені пам'ятки історії, архітектури, монументального та садово-паркового мистецтва XVIII століття національного значення. 6 травня 2022 року приміщення музею зруйновано прямим влучанням російської ракети.

## Історія
У селі Сковородинівка (раніше Пан-Іванівка) Сковорода провів останні чотири роки свого життя в маєтку поміщиків Ковалівських, рід яких походить із польської шляхти. Сюди мандрівний філософ потрапив завдяки приятелюванню з сином пана Івана Андрієм Ковалівським, тодішнім власником хутора та маєтку.
Вперше ідею створення в Пан-Іванівці музею Сковороди висловив академік Дмитро Багалій у листі до Наркому освіти Григорія Гринька від 24 січня 1922 року, разом з іншими пропозиціями щодо вшанування філософа. Але музей відкрили за півстоліття: у 1972 році, до 250-річчя з дня народження Сковороди, у будинку поміщиків Ковалівських, спорудженому у XVIII столітті як садовий павільйон. До 1972 року у будинку розміщувалася школа, у 1960 році в одній з кімнат було створено меморіальний музей на громадських засадах.
Експонати для новоствореного державного музею збирали співробітники Харківського історичного музею. Вони побували в бібліотеках і музеях Москви, Ленінграда, Києва, Харкова. Книги для музею виділила, зокрема, бібліотека імені Леніна (Москва), бібліотека суспільних наук Академії наук СРСР, бібліотека Академії наук СРСР, наукова бібліотека Харківського університету. Київський музей західного мистецтва виділив для сковородинівського музею рідкісні гравюри XVIII сторіччя, що зображують міста Європи, в яких побував Сковорода. Харківський художній музей передав скульптурний твір Лансере, що відображає епізоди з життя козаків. Музей придбав твори Сковороди «Басни Харьковскіе», ювілейне видання творів Сковороди 1894 року та іншу літературу. Також було створено та передано картини Леоніда Шматька «Сковорода серед селян», малюнок Віктора Вихтинського «Сковорода біля колегіуму».
Експозиція, створена за радянських часів, була в музеї до 2000 року, коли почалась реставрація споруди. У 2006 році було відкрито нову експозицію, керував її створенням знавець біографії та праць філософа Леонід Ушкалов, автор проєкту — Ю.О.Тітінюк.
18 червня 2008 року указом Президента України музей отримав статус національного.

## Експозиція
Експозиція була представлена в чотирьох залах. Перші два зали музею присвячені біографії та творчості Сковороди, третій зал — вшануванню філософа. Остання кімната — меморіальна («спокійна келія»).
В експозиції музею — живописні і графічні картини, предмети побуту, одяг, який носили в ті часи, видання творів та книги про Сковороду. Інтер'єри прикрашали вироби народного декоративно-прикладного мистецтва: кераміка, вишивки. Зокрема, в експозиції були представлені:
- макети будинку Києво-Могилянської академії, Харківського колегіуму
- гравюри та літографії XVIII століття
- скульптура Сковороди авторства Ігоря Ястребова
- автограф вірша «Сон», твору «Начальная дверь к христианскому добронравию» та інших творів
- переданий 1972 р. Чернігівським історичним музеєм англійський срібний годинник XVIII ст., яким міг користуватись Сковорода[11]
- мапа з місцями мандрувань Сковороди
- скрипка, на якій, за переказом, грав Сковорода[12][11] та інші музичні інструменти
- скриня поміщиків Ковалівських, якою поет користувався[11]

У меморіальній кімнаті була відтворена обстановка того часу: секретер, стілець, письмовий прилад, настільний годинник, підсвічник, скриня, одяг, копія ліжка того ж часу, фамільна розписна скриня Ковалівських, слобожанська ікона Богородиці XIX ст., копія світильника XVIII ст.

## Територія комплексу

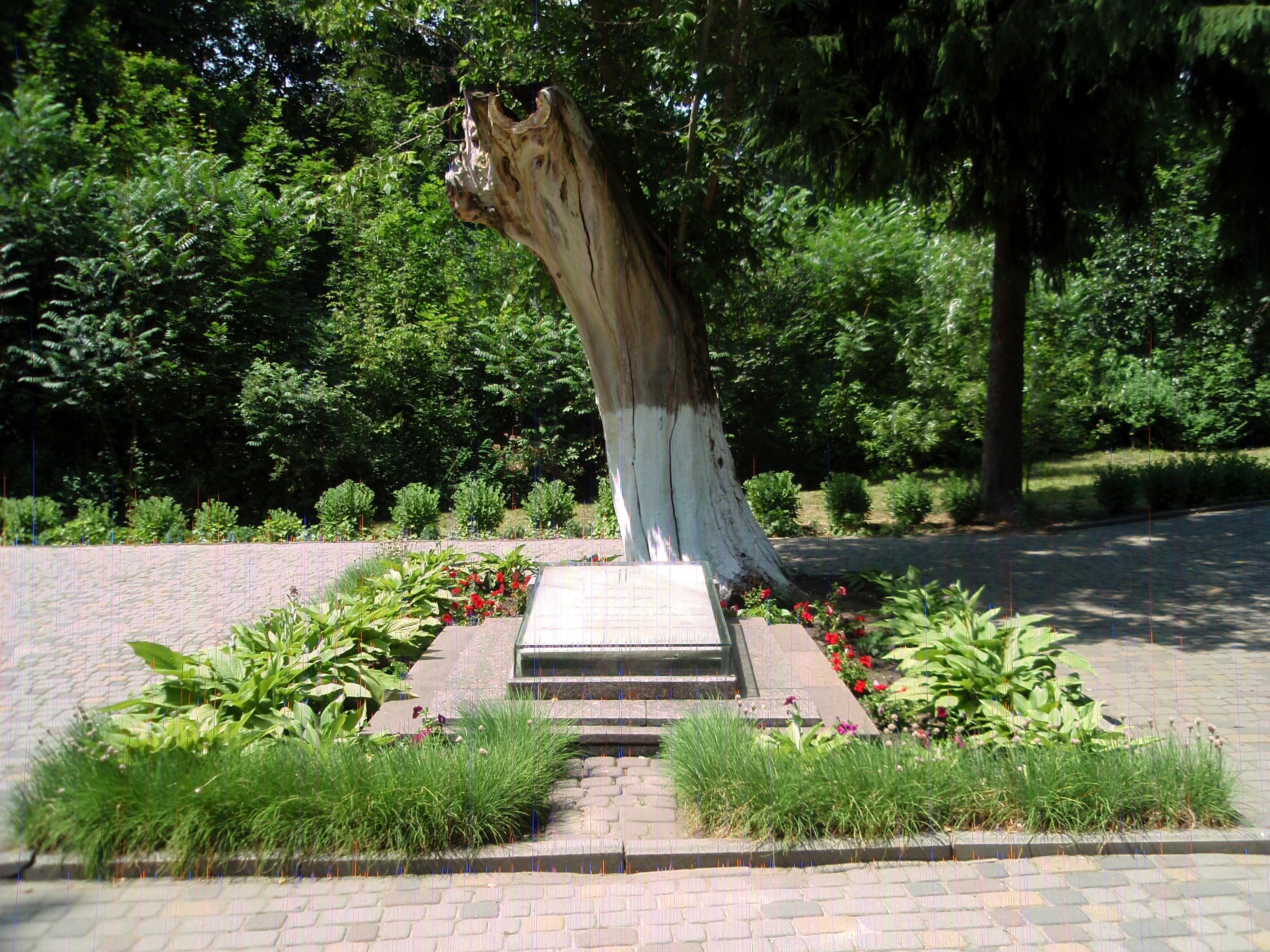
Могила Григорія Сковороди

Окрім паркового будинку, у якому розміщено експозицію музею, до садибно-паркового ансамблю входять садибний будинок, комора та парк.
Парк розташований у мальовничій місцевості по схилах двох озеленених балок зі штучними водоймами, його розбито у вигляді майже досконалого квадрата зі сторонами 150 метрів, в центрі якого перетинаються сім липових алей-променів. Паралельно ним униз спускаються зі сходу й заходу по алеї.
У парку збереглися криниця, місце першого поховання філософа (2006 року встановлено меморіальну дошку роботи Сейфаддіна Гурбанова), також будинок контори управляючого (на підвалинах основного будинку Ковалівських) та поміщицька клуня. У 1972 році встановлено пам'ятник роботи Івана Кавалерідзе та пам'ятний знак біля дуба скульпторів Любові Жуковської та Дмитра Сови, у 2007 році з'явилася скульптурна «філософська алея».
Меморіальний комплекс — пам'ятка історії національного значення, взята на облік постановою КМУ від 03.09.2009 № 928, охоронний № 200024-Н.

## Заходи на території музею
У музеї проводилися наукові конференції, присвячені видатному українському філософу, та різні культурні події. У липні традиційним став фестиваль «Сьогодні Купала, а завтра Івана». У 2012 році започатковано літературно-мистецький фестиваль «De libertate», гаслом якого є «Свобода творчості». З 2013 року проходив «ApPleinAir» або «Яблучний пленер» — мистецькі та розважальні заходи з використанням яблук чи їхнього образу.
1 грудня 2017 року у музеї з нагоди 295-річчя з дня народження Григорія Сковороди відбулась урочиста церемонія з підняття прапорів країн Європи (Італії, Австрії, Польщі, Угорщини, Словаччини та Німеччини), в яких він побував.
У вестибюлі музею проводилися тимчасові тематичні виставки.

## Знищення музею
Напередодні повномасштабного вторгнення у будівлі тривали реставраційні роботи в рамках підготовки до 300-річчя Сковороди. 6 травня 2022 року о 23 годині під дах музею влучила російська ракета, виникла пожежа. Вогонь охопив усі приміщення, отримав поранення охоронець. Вигоріло 280 кв метрів, втім зовнішні стіни будівлі уціліли. З-під попелу дістали статую поета, яка стояла в одній з кімнат. Також не постраждала могильна плита і бюст авторства Кавалерідзе, які розташовані на певній відстані від будівлі. Найцінніші експонати з музею перемістили заздалегідь у безпечне місце.
Міністерство оборони Російської Федерації відзвітувало про авіаудар по Сковородинівці, назвавши її «Сковородниково» і заявивши, що там був військовий пункт управління.
4 липня 2024 року Служба безпеки України завершила збір доказової бази та оголосила підозру командиру 159-го винищувального авіаційного полку Західного військового округу збройних сил рф Івану Панченку. Саме за його наказом винищувач Су-35С випустив по меморіальному комплексу турбореактивну протикорабельну ракету типу Х-35.

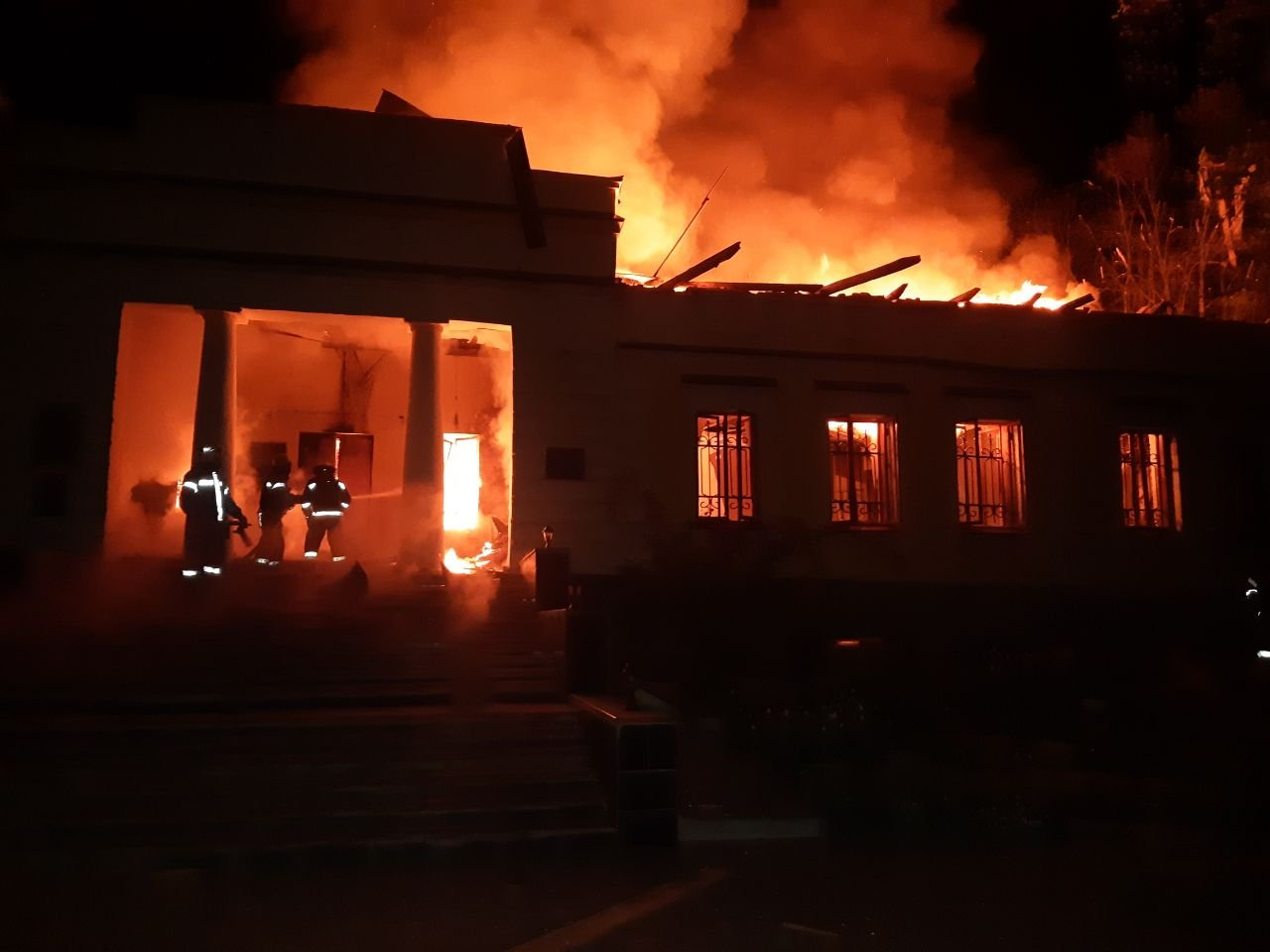
Пожежа в ніч на 7 травня
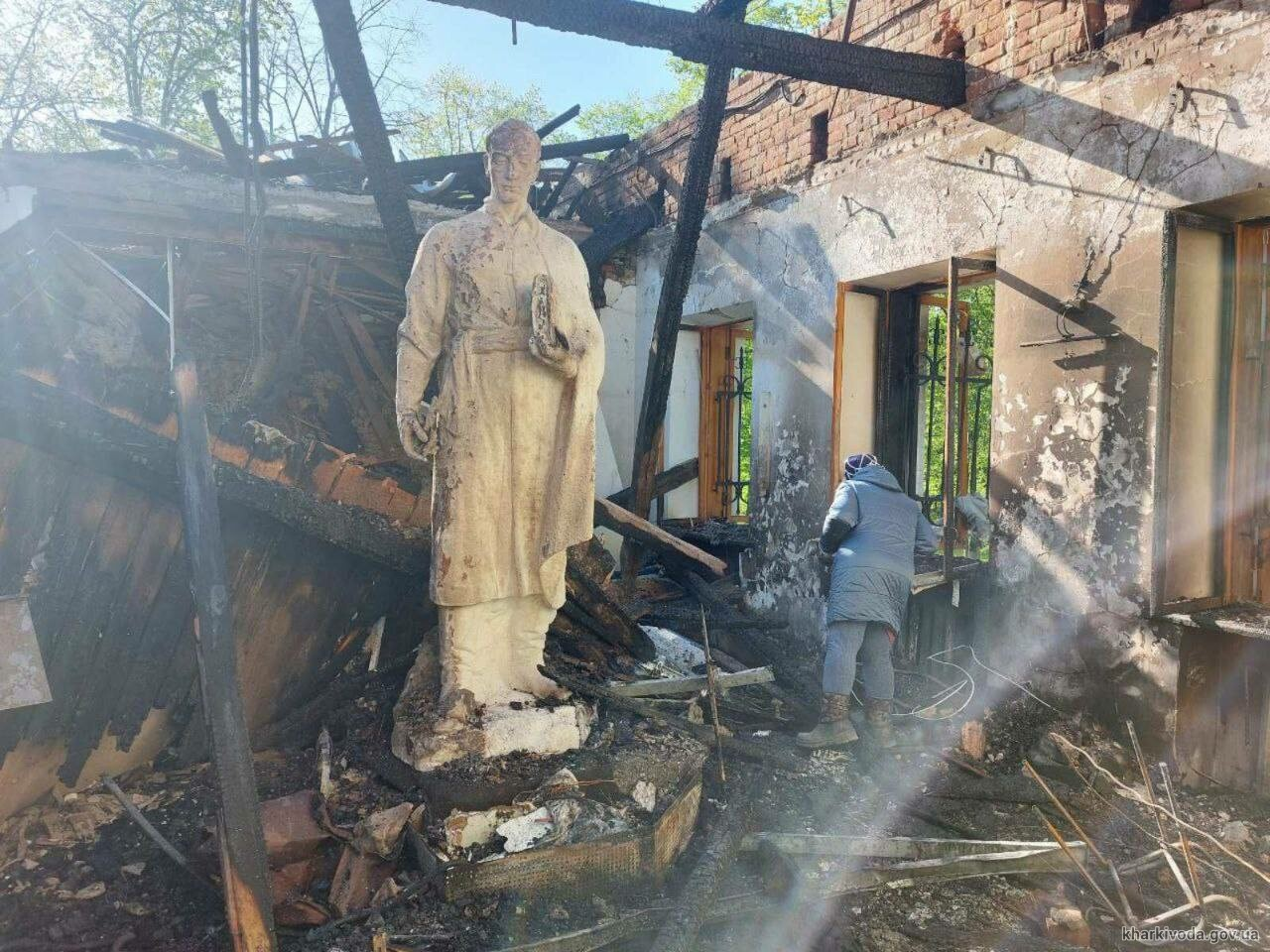
Наслідки влучання всередині будівлі
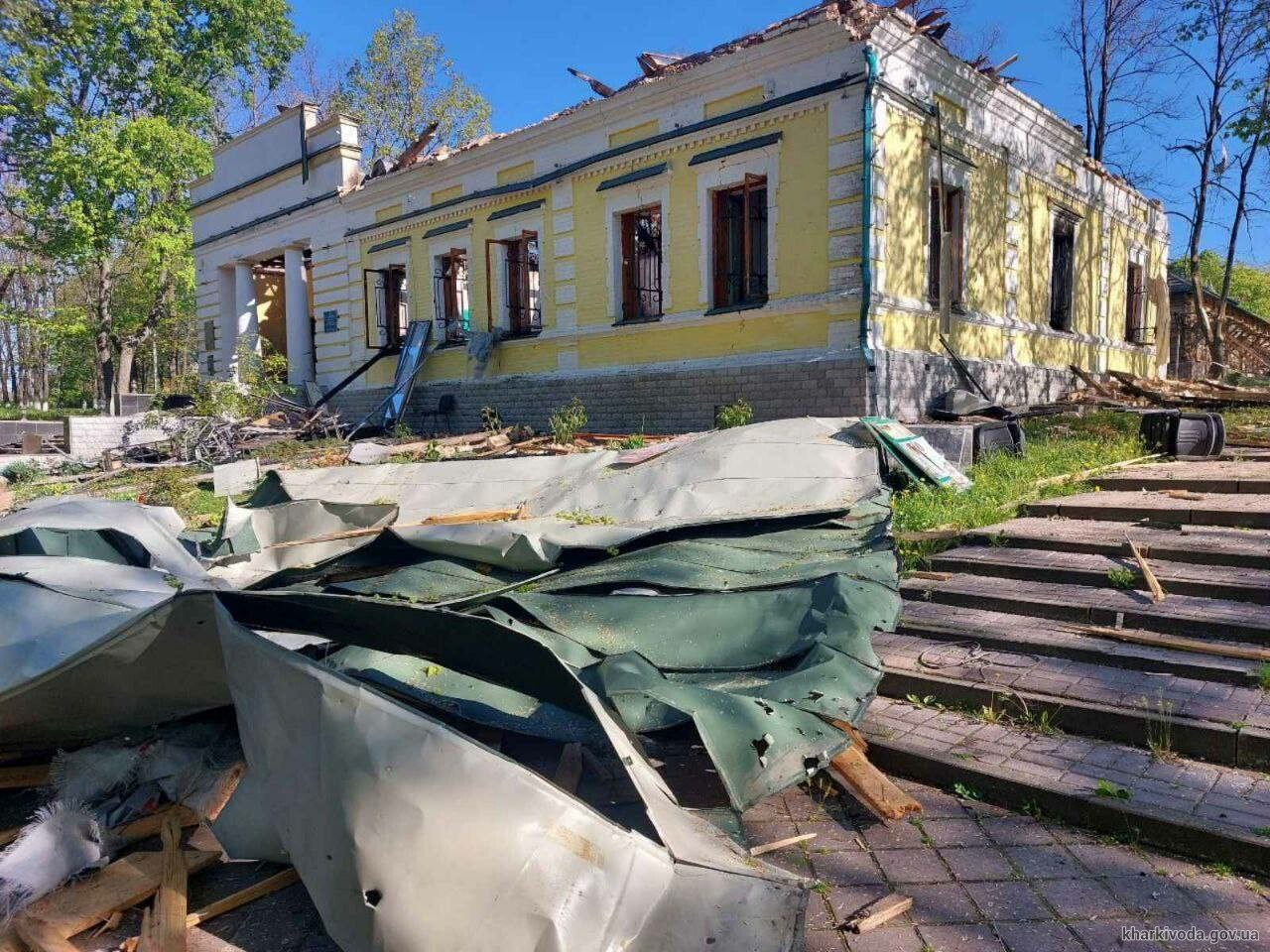
Будівля музею після пожежі

## Відновлення
Попри значні руйнування будівлі, реставратори вважають, що будівлю можна відбудувати.
Наприкінці серпня 2022 року Міністерство культури та інформаційної політики України в межах проєкту «Збережіть українську культуру» розпочало збір 112 мільйонів гривень на відновлення музею.
За оцінкою завідувача Харківської філії Національного науково-дослідного реставраційного центру України Сергія Омельника, пошкодження вцілілої скульптури Сковороди авторства Ігоря Ястребова незначні і скульптуру можна реставрувати.
У вересні 2022 року Укрпошта презентувала благодійний поштовий блок «Сад божественних пісень. До 300-річчя від дня народження Григорія Сковороди» й конверт «Національний літературно-меморіальний музей ім. Григорія Сковороди. Перший день». 15 гривень з продажу кожного поштового блоку або 7,5 млн грн., які планується зібрати, Укрпошта пообіцяла спрямувати на відновлення музею.
3 грудня 2022 року Міністерство культури та інформаційної політики повідомило, що 50 тисяч доларів на заходи з консервації музею має надати ЮНЕСКО й 450 тисяч гривень на проведення науково-проєктних робіт, необхідних задля відновлення будівлі, виділить з обласного бюджету Харківська військова адміністрація,.
30 листопада 2023 року Обласний комунальний заклад «Національний літературно-меморіальний музей Г. С. Сковороди» уклав угоду з Українським державним науково-дослідним та проєктним інститутом «УкрНДІпроектреставрація» на створення проєктно-кошторисної документації з реставрації будинку, у якому жив філософ. Вартість передбачених угодою робіт складає 3,44 млн грн. Проєкт спрямований на відновлення фасаду будівлі, заміну вікон та дверей, облаштування нових перекриттів, ремонт даху, будівництво нових інженерних комунікацій, електромереж, проведення гідроізоляційних та теплоізоляційних робіт. Для забезпечення фінансування робіт з консервації будівлі музею у листопаді 2023 року на Харківщині була запущена громадська ініціатива «301 справжній друг Сковороди» для збору ₴3 мільйонів.